# Schlössle Steinreinach
Das Schlössle von Steinreinach war ein kleiner Adelssitz in Steinreinach, einem Ortsteil der Gemeinde Korb im baden-württembergischen Rems-Murr-Kreis. Über die Geschichte des Gebäudes ist nicht viel bekannt. Das Schlösschen brannte im Jahre 1905 größtenteils ab und wurde ein Jahr später unter Verwendung einiger alter Bauteile wiederaufgebaut. Das Schlössle ist in Privatbesitz und kann nicht besichtigt werden.

## Lage
Das Schlössle befand sich an der Stelle des heutigen Gebäudes Turmstraße 13. Das moderne Gebäude wurde ein Jahr nach dem Brand von 1905 auf den Grundmauern des Schlösschens errichtet. Dabei wurden erhaltene Reste in das neue Gebäude integriert, zum Beispiel der Keller und erhaltene Wappen der Herren von Sperberseck und der Schilling von Cannstatt.

## Geschichte

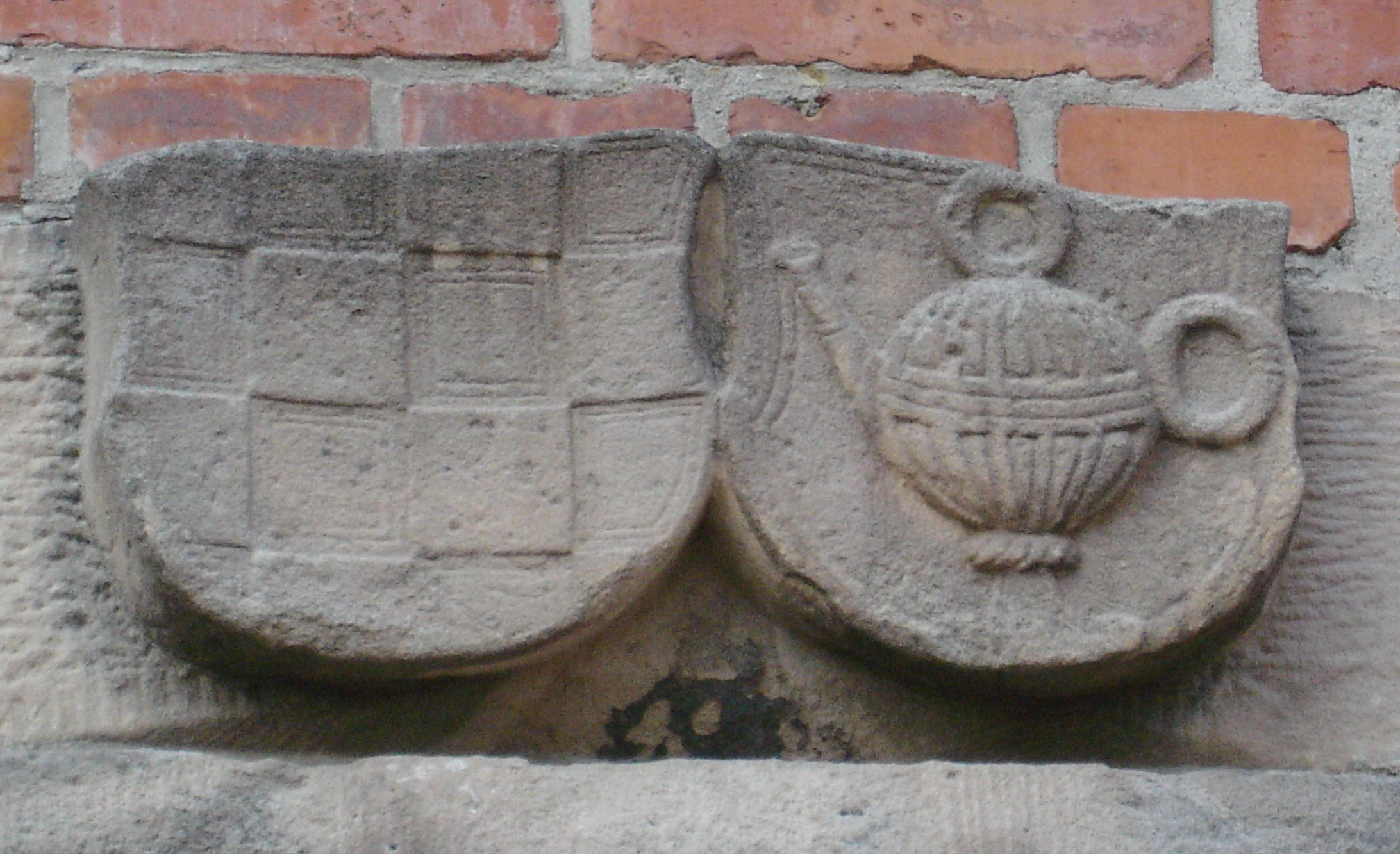
Erhaltene Wappen des ehemaligen Schlösschens über dem Eingang des heutigen Wohnhauses

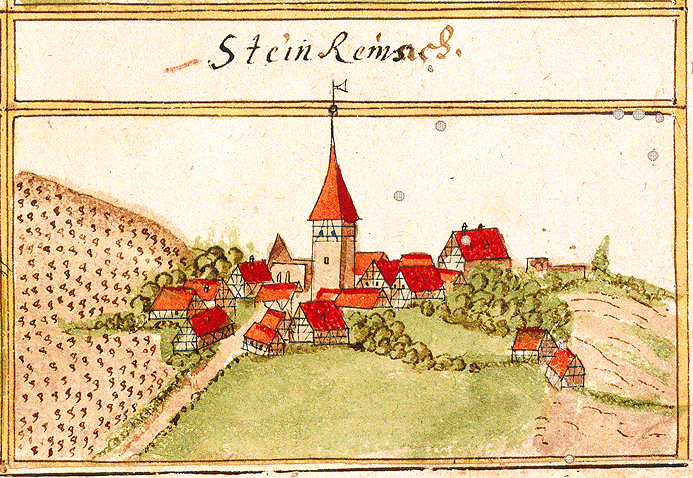
Ortsansicht von Steinrach in Kiesersche Forstkarte (1686)

Der kleine Adelssitz im Stile eines Weinberghäuschens wurde 1551 erstmals erwähnt. Das Erdgeschoss war aus Stein, während das Obergeschoss aus unverputztem Fachwerk bestand. Wahrscheinlich existierte das Schlössle schon im späten Mittelalter. Nach der Beschreibung des Oberamts Waiblingen soll das Schlösschen zuerst den Herren von Gaisberg gehört haben. Im Jahre 1551 war das Schlösschen im Besitz eines Veit Jäger aus Backnang, der es an thüringischen Edelmann Christian von Kutzleben verkaufte. Dieser war zu jener Zeit am Stuttgarter Hof angestellt. Von 1580 bis etwa 1710 befand sich das Anwesen im Besitz der Herren von Sperberseck. Anschließend gehörte es wohl den Schilling von Cannstatt.

### Wappen der früheren Besitzer

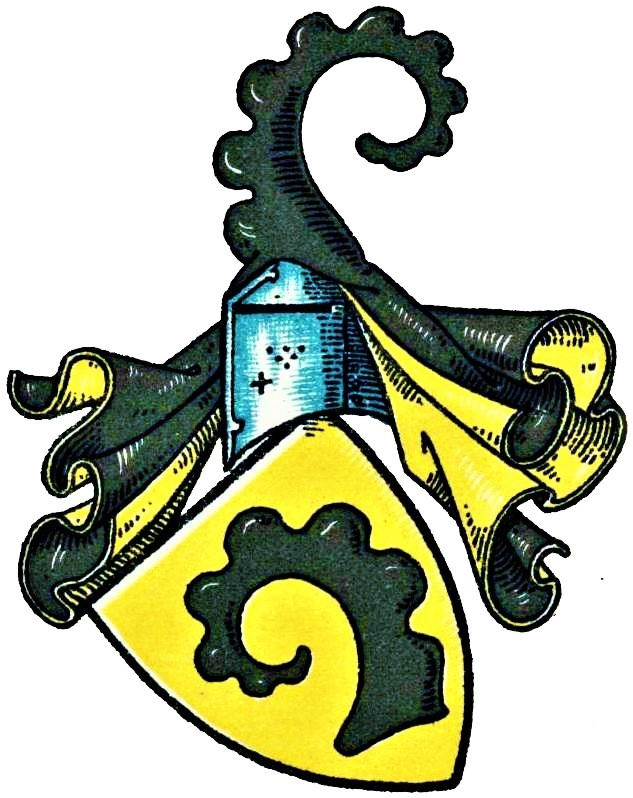
Herren von Gaisberg
von Kutzleben
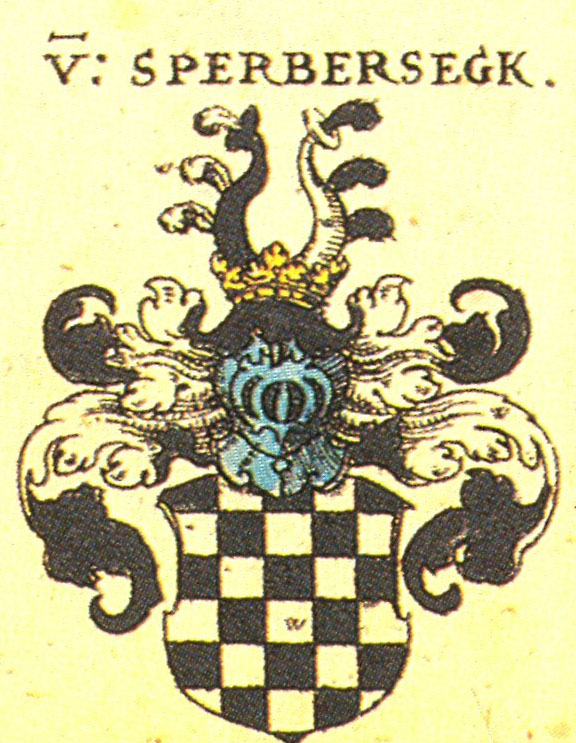
von Sperberseck
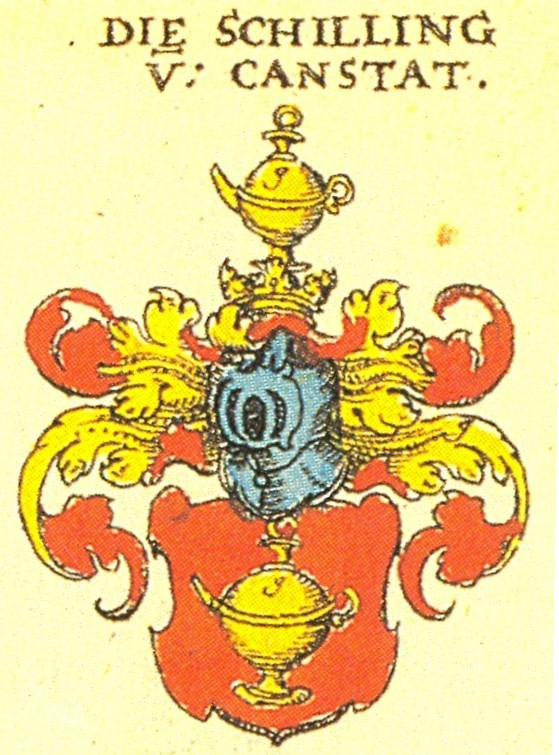
Schilling von Cannstatt

## Sage
Nach einer alten Sage sollen die Herren von Sperberseck von ihrem Schlössle aus als Raubritter die Umgebung heimgesucht haben.